# U-311 Minenräumboot Cherkasy
U-311 Minenräumboot Cherkasy (ukrainisch Черкаси Tscherkassy), alternativer Verleihtitel U-311 Cherkasy, ist ein ukrainischer Spielfilm von Tymur Jaschtschenko über die Verteidigung des Minensuchboots Tscherkassy der Projekt 266M (Natya-Klasse), das von russischen Truppen in der Donuslaw-Bucht auf der Krim während der Eroberung des südlichen Marinestützpunkts 2014 blockiert wurde. Der Film wurde mit Unterstützung der Staatliche ukrainischen Filmagentur erstellt.
Die Premiere der Festivalversion des Films fand am 16. Juli 2019 beim Internationalen Filmfestival Odessa statt. Die Verleihversion des Films wurde in der Ukraine am 27. Februar 2020 von Multi Media Distribution (MMD) UA veröffentlicht.

## Handlung
Mischa und Lew sind Männer aus einem Dorf in der Oblast Tschernihiw. Der erste dient als Matrose auf dem Minensuchboot U311 Tscherkassy der ukrainischen Marine, das auf einem Stützpunkt im See Donuslaw auf der Krim stationiert ist. Im Sommer 2013 lädt Mischa im Urlaub in seinem Heimatdorf seinen Freund, der zur Waise geworden ist, zum Militärdienst ein. Lew tut es nicht sofort, stimmt aber zu.

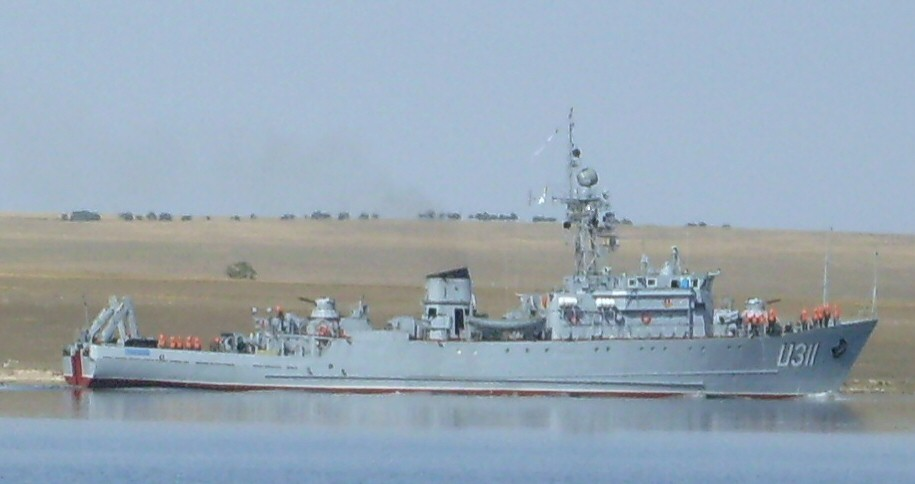
Projekt 266M Tscherkassy, 2009

Der Winter 2013/2014 steht vor der Tür. Der Minensucher symbolisiert zu dieser Zeit den gesamten Zustand der ukrainischen Marine vor dem Krieg mit Russland. Die Besatzung ist mit russischen Marinesoldaten befreundet, auf dem Schiff herrschen Schikanen, ekelhaftes Essen und eine Haltung, die nicht den Vorschriften entspricht. Lew führt zusammen mit anderen Rekruten die „Matroseinweihung“ durch (trinkt eine Schüssel Meerwasser) und leistet den Militäreid.
Im Februar führt die Cherkasy ein Training in bulgarischen Hoheitsgewässern durch, während der Euromaidan in Kiew weitergeht und Präsident Wiktor Janukowitsch dann aus dem Land flieht. Als das Minensuchboot zum Stützpunkt zurückkehrt, werden der Ministerrat und der Oberste Rat der Krim von den Russen gefangen genommen. Der prorussische Politiker Sergei Aksjonow wird Ministerpräsident der Krim. Es begann die Besetzung der Halbinsel durch die „grünen Männchen“.
Im März liegen im Donuslaw Schiffe der ukrainischen Marine: Die Minensuchboote „Tscherkassy“, U310 „Tschernihiw“, U360 „Genitschesk“, die Landungsschiffe U402 „Kostjantyn Olschanskyj“, U401 „Kirowograd“ und die Torpedoboote U891 „Cherson“. An Land sind russische Soldaten. Die Seeleute glauben, dass sie auf Schiffen nach Odessa fliehen müssen. Die Besatzung trainiert, um im Falle eines Angriffs aggressiver prorussischer Aktivisten Gegenmaßnahmen zu ergreifen.
Nachts versenken die Russen den Rumpf des außer Dienst gestellten Kreuzers der Kara-Klasse Otschakow und einen Schlepper im Fahrwasser der Bucht als Blockschiff. Der neue Kommandeur der ukrainischen Marine, Konteradmiral Denys Beresowskyj, der sich am Tag nach seiner Ernennung auf die Seite des Angreifers stellt, befiehlt den ukrainischen Schiffen, zu ihren Stützpunkten zurückzukehren. In Nowooserne treffen sich Kommandeure von Schiffen des südlichen Marinestützpunkts, darunter der Kommandeur der „Tscherkassy“ – Kapitän 3. Ranges Juri Fedasch, mit einem russischen Kapitän, einem Freund von Fedasch, und bieten an, entweder die Schiffe abzugeben oder auf die Seite Russlands überzulaufen. Der Tschernigow-Kommandant wird zum Kollaborateur. Die „Cherkassy“ versucht, den gesunkenen Schlepper aus der Bucht zu ziehen, um ins Schwarze Meer zu gelangen, kommt aber alleine nicht zurecht.

Kapitän Fedasch versammelt alle am Heck, als der Tschernigow die Kherson und die Kirowograd folgten, und sagt, dass „ Tscherkassy Widerstand leisten wird “, und wer nicht will, solle an Land gehen. Drei Offiziere und ein Dutzend Matrosen verlassen das Schiff. Andere Mitglieder der Cherkas-Besatzung werden von einem örtlichen Krimtataren, Tagir, unterstützt, indem er ihnen ein Walkie-Talkie, Essen und eine krimtatarische Flagge schenkt, die am Heck unter der Flagge der ukrainischen Marine hängt. Auch in Kombination mit „Cherkasy“ und „Genitschesk“ erhalten Kommandeure, die keine Kampferfahrung haben, diese während eines Computerspiels mit Panzern.

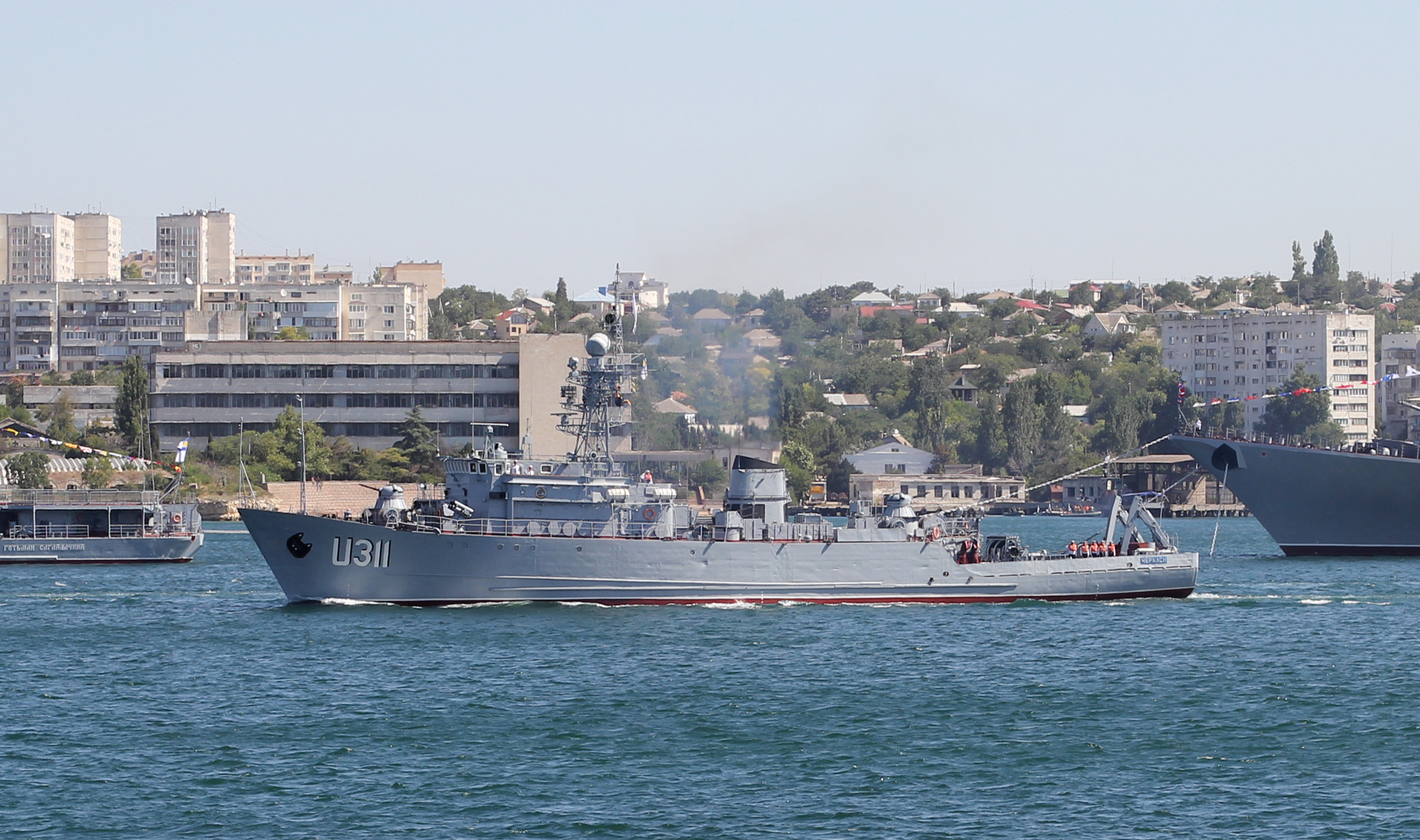
U311 Tscherkassy in 2012

„Tscherkassy“ versucht, aus der Bucht ins Meer auszubrechen, doch ein russisches Schiff taucht auf und stößt es hinaus. „Genitschesk“ wurde im Sturm erobert. Die Bucht wird von Russen in Booten überwacht. Am Heck trainieren und singen Matrosen die Euromaidan-Hymne „Krieger des Lichts“. Als Tagir den ukrainischen Seeleuten ein weiteres Paket überbringen wollte, wird er von einer Patrouille der „Grünen Männchen“ gefangen genommen. Die Olschanskyj wurde bereits gekapert, Boote mit russischen Spezialeinheiten werden geschickt, um zu versuchen, das letzte ukrainische Schiff auf der Krim zu kapern, aber die Besatzung des Minensuchboots wurde bereits von Tagirs Leuten per Funk gewarnt. Der Versuch scheitert, Mischa erleidet jedoch eine Gehirnerschütterung. Der russische Kapitän lädt Fedasch erneut ein, an seine Seite zu kommen, doch er lehnt dies entschieden ab und besteht nur auf der Abreise nach Odessa. Bald steht auf der einen Seite der Tscherkassy ein Schiff, von dem aus mit Maschinengewehren auf die Seite geschossen wird, und auf der anderen Seite versuchen Soldaten auf Booten, das Schiff zu stürmen, aber auch diese Schlacht werden die Ukrainer gewinnen.
Im ukrainischen Fernsehen wird über „Tscherkassy“ diskutiert, Fedash sagt der Crew, dass sie den nächsten Angriff verlieren werden, weil sie keine Chance mehr haben, da sie allein sind. Am Abend schließen sich alle Matrosen im Pinnenraum ein und singen das Lied „Schwarzer Berg“. Zu diesem Zeitpunkt beschlagnahmen russische Spezialeinheiten das Schiff. Nachdem der Gruppenkommandant erfahren hat, wo sie sich befinden, befiehlt er ihnen zu gehen, andernfalls wird das Schiff versenkt. Die Russen schieben einen Schlepper, der das Minensuchboot ans Ufer zieht. Fedasch entschuldigt sich bei der Besatzung, dass sie nicht früher nach Odessa umziehen konnte. Der Kapitän, die Offiziere, der Mitschman und die Matrosen beginnen, an Deck zu gehen. Doch Mischa, der an einer Gehirnerschütterung leidet, kann nicht gehen, Lewko versucht ihm zu helfen. Zwei russische Spezialeinheiten steigen herab und einer von ihnen versucht Mischa auf die Beine zu stellen. Lewko greift ein und wird durch ein Maschinengewehr an der Schulter verletzt.
Sommer. Mischa kehrt ins Dorf zurück, wo ihn alle als Helden begrüßen. Aber der Typ kann sich nach seiner Erfahrung der Traurigkeit nicht entziehen. Allen anderen ist Lew egal. Michail packt seine Sachen und verlässt das Haus, ohne es jemandem zu sagen. Höchstwahrscheinlich geht es in den Donbass.
| Darsteller            | Rolle                                              |
| --------------------- | -------------------------------------------------- |
| Jewgen Lamach         | Mischko, leitender Seemann                         |
| Dmitro Sowa           | Lewko, Seemann                                     |
| Roman Semysal         | Juri Fedasch, Kapitän 3. Ranges, Schiffskommandant |
| Wadim Ljalko          | Mitschman                                          |
| Ruslan Kowal          | Sergei, Vorarbeiter                                |
| Jewhen Awdejenko      | Іllja                                              |
| Oleg Schtscherbina    | "Hase"                                             |
| Michailo Woskoboinik  | "Sport"                                            |
| Oles Kazion           | Smutje                                             |
| Maxim Sapisotschny    | Hena, Maat                                         |
| Sergij Detjuk         | Navigator                                          |
| Dmitro Gawrilow       | Wadym Boiko, Leutnant                              |
| Timur Aslanow         | Chefmaschinist                                     |
| Witalina Bibliw       | Mischkos Mutter                                    |
| Orest Garda           | Mischkos Vater                                     |
| Walery Astachow       | Dorfvorsteher                                      |
| Alexander Laptij      | Tagir                                              |
| Roman Fedoseew        | Kapitän 1. Ranges der russischen Marine            |
| Denis Borodin         | Matrose                                            |
| Alexandra Bogna Rodik |                                                    |
| Oleg Karpenko         |                                                    |

## Produktion
Anfang April erklärte Jurij Tkatschenko, der Vorsitzende der staatlichen Verwaltung der Region Tscherkassy, dass die Region Odessa im April 2017 die Dreharbeiten zu einem Film über das Minensuchboot „Tscherkassy“ fortsetzen werde. Offiziell begannen die Dreharbeiten zu den Ereignissen auf Donuslaw am 18. April 2017 vor der Küste von Otschakiw und der Kinburn-Nehrung. Für die Dreharbeiten wurde die Szene mit den gesunkenen russischen Schiffen nachgestellt, mit denen die Invasoren der „Tscherkassy“ den Weg versperrten. Anstelle des echten Minensuchboots „Tscherkassy“, das Russland nie an die Ukraine zurückgab, wurde für die Dreharbeiten der Schlepper der ukrainischen Flotte „Korez“ verwendet. Juri Fedasch, der echte Kommandant der „Tscherkassy“, war der militärische Berater des Films.
Die Szenen mit prorussischen Auftritten auf der Krim wurden in Odessa gedreht. Gedreht wurde auch in einem Dorf in der Oblast Tschernihiw.

### Budget
Das Gesamtbudget des Films betrug etwa 40 Millionen Griwna, wovon etwa 17,3 Millionen von Goskino unterstützt wurden. Der Rest des Budgets wurde von der Marine der Streitkräfte der Ukraine der Regionen Odessa und Tschernihiw bereitgestellt. Im Februar 2019 sammelten die Macher 350.000 Griwna für die Postproduktion (200.000 wurden auf der Crowdfunding-Plattform biggggidea gesammelt, sowie 150.000 Griwna, die von der International Renaissance Foundation hinzugefügt wurden).

## Veröffentlichung
Ursprünglich war die Veröffentlichung des Films am 24. August 2018, dem Unabhängigkeitstag der Ukraine, geplant. Der Termin wurde jedoch auf 2019 verschoben.
Die ukrainische Premiere der Festivalversion des Films fand am 16. Juli 2019 beim Odesa International Film Festival 2019 statt, wo der Film in der Sektion „Nationale Filme – abendfüllende Filme“ antrat. Am 15. Oktober feierte der Film seine internationale Premiere beim Warschauer Filmfestival 2019, wo er im Hauptwettbewerb antrat.
Die breite Verleihversion des Films wurde am 27. Februar 2020 in der Ukraine vom Verleiher MMD UA veröffentlicht.
Am 14. Oktober 2020 fand die TV-Premiere des Films in der Ukraine auf dem Fernsehsender „1 + 1“ statt.